# Jean Pascal Andriantsoavina
Jean Pascal Andriantsoavina (* 24. März 1969 in Mitsinjo) ist ein madagassischer Geistlicher und römisch-katholischer Bischof von Antsirabé.

## Leben
Jean Pascal Andriantsoavina besuchte die Grundschule in Mitsinjo und die weiterführende Schule in Antsirabe sowie später das Kleine Seminar in Antananarivo. 1991 absolvierte er ein theologisches Propädeutikum. Von 1992 bis 1997 studierte er Philosophie am Priesterseminar in Antsirabe und von 1997 bis 2000 Katholische Theologie am interdiözesanen Priesterseminar in Antananarivo. Am 5. August 2000 empfing er das Sakrament der Priesterweihe für das Erzbistum Antananarivo.
Andriantsoavina war zunächst als Pfarrvikar an der Kathedrale Immaculée Conception d’Andohalo in Antananarivo und als Kaplan der Eucharistischen Jugendbewegung tätig, bevor er 2001 Diözesanjugendseelsorger des Erzbistums Antananarivo wurde. 2003 wurde er für weiterführende Studien nach Rom entsandt, wo er 2007 bei Klemens Stock SJ mit der Arbeit „Le vigneron homicide“ ou „La mission du Fils“ (Mc 12,1–12) („‚Der mörderische Winzer‘ oder ‚Die Mission des Sohnes‘ (Mk 12,1–12)“) am Päpstlichen Bibelinstitut ein Lizenziat im Fach Biblische Exegese erwarb. In dieser Zeit war er Alumnus des Päpstlichen Kollegs San Pietro. Nach der Rückkehr in seine Heimat fungierte Andriantsoavina als Studienpräfekt am interdiözesanen Priesterseminar in Antsirabe, bevor er 2011 dessen Regens wurde. Daneben lehrte er dort sowie am Priesterseminar in Faliarivo und an der Université Catholique de Madagascar in Antananarivo die Sprachen Althebräisch und Altgriechisch sowie Biblische Exegese. Ab März 2019 war er Pfarrer der Pfarrei Notre Dame de l’Assomption in Imerinafovoany und wirkte bei der Übersetzung der Jerusalemer Bibel ins Malagasy mit.
Papst Franziskus ernannte ihn am 8. Juli 2019 zum Titularbischof von Zallata und zum Weihbischof in Antananarivo. Der Erzbischof von Toamasina, Désiré Kardinal Tsarahazana, spendete ihm am 11. August desselben Jahres im Stade Municipal de Mahamasina die Bischofsweihe; Mitkonsekratoren waren der Erzbischof von Antananarivo, Odon Marie Arsène Razanakolona, und der Bischof von Antsirabé, Philippe Ranaivomanana.
Am 10. Juli 2023 bestellte ihn Papst Franziskus zum Bischof von Antsirabé. Im Oktober 2023 soll Andriantsoavina an der 16. ordentlichen Vollversammlung der Bischofssynode zum Thema Für eine synodale Kirche – Gemeinschaft, Teilhabe und Mission teilnehmen.
In der Madagassischen Bischofskonferenz leitet Andriantsoavina zudem die Theologische Kommission und die Kommission für die Katechese, die Bibel und die Liturgie.